# Астуриас, Мигель Анхель
Миге́ль А́нхель Асту́риас Роса́лес (исп. Miguel Ángel Asturias Rosales; 1899—1974) — гватемальский писатель и дипломат. Лауреат Нобелевской премии по литературе 1967 года («за яркое творческое достижение, в основе которого лежит интерес к обычаям и традициям индейцев Латинской Америки») и Международной Ленинской премии «За укрепление мира между народами» (1966). В своих произведениях часто сочетал элементы фольклора и мифологии индейцев майя с реалистическим изображением современных ему общественно-политических процессов.

## Биография
Мигель Анхель Астуриас родился 19 октября 1899 года в Гватемале в семье судьи-метиса и матери-индианки. Детство и юность писателя совпали с периодом диктатуры Мануэля Эстрады Кабреры (1898—1920). В 1923 году он окончил Университет Сан-Карлос со степенью по юриспруденции, в том же году отправился в Англию изучать политэкономию, но, проведя несколько месяцев в Лондоне, уехал в Париж. C 1946 года находился на дипломатической службе. После военного переворота в Гватемале в 1954 году 12 лет прожил в изгнании. Умер 9 июня 1974 года в Мадриде. Похоронен на кладбище Пер-Лашез.
Сын писателя Родриго Астуриас под псевдонимом Гаспар Илом возглавлял Гватемальское национальное революционное объединение во время гражданской войны в 80-х годах. После мирного соглашения 1996 года стал одним из кандидатов в президенты.

## Произведения
- («Arquitectura de la vida nueva», 1928)
- «Легенды Гватемалы» («Leyendas de Guatemala», 1930), сборник легенд. Рус. пер. Натальи Трауберг (1972).
- («Sonetos», 1936)
- «Сеньор Президент» («El señor Presidente», 1946), роман
- «Пульс жаворонка» («Poesía: sien de alondra», 1949), сборник стихов
- «Маисовые люди» («Hombres de maíz», 1949), роман
- «Ураган» («Viento fuerte», 1950), роман
- («Carta aérea a mis amigos de América», 1952)
- «Зелёный папа» («El papa verde», 1954), роман
- «Уик-энд в Гватемале» («Week-end en Guatemala», 1956), сборник рассказов. Рус. пер. Юрия Дашкевича (1958)
- «Глаза погребённых» («Los ojos de los enterrados», 1960), роман
- «Юный Владетель сокровищ» («El alhajadito», 1961), роман/повесть
- «Мулатка как мулатка» («Mulata de tal», 1963), роман
- («Rumania, su nueva imagen», 1964)
- «Зеркало Лиды Саль» («El espejo de Lida Sal», 1967), сборник легенд
- («Latinoamérica y otros ensayos», 1968)
- «Маладрон» («Malandrón», 1969), роман
- «Страстная пятница» («Viernes de Dolores», 1972), роман
- («América, fábula de fábulas», 1972)
- («Sociología guatemalteca», 1977)
- («Tres de cuatro soles», 1977)

## Издания на русском языке
- Астуриас М. А. Избранное: Сборник / Сост. В. Н. Кутейщиковой; предисл. Л. Осповата. — М.: Прогресс, 1977. — 404 с. (Мастера современной прозы)
- То же. — М.: Радуга, 1985. — 352 с. (Мастера современной прозы)
- Астуриас М. А. Избранные произведения в двух томах. — М.: Художественная литература, 1988.
- В томе 133 «Библиотеки всемирной литературы» (1970) опубликован роман «Сеньор Президент».